# Lophoturus danhomenou
Lophoturus danhomenou är en mångfotingart som först beskrevs av Henri W. Brölemann 1926.  Lophoturus danhomenou ingår i släktet Lophoturus och familjen Lophoproctidae. Inga underarter finns listade i Catalogue of Life.